# Aichi E13A
O Aichi E13A (conhecido pelos aliados pelo nome “Jake”) foi um hidroavião de reconhecimento aéreo japonês de longo alcance, usado pela Marinha Imperial do Japão de 1941 até 1945. Numericamente o hidroavião mais importante do ramo naval japonês, levava uma tripulação de três militares e uma carga de bombas de 250 quilogramas. A designação da marinha japonesa para o avião era "Hidroavião de Reconhecimento da Marinha Tipo Zero".
O E13A foi um hidroavião monoplano operado por três militares, com dois flutuadores instalados onde tradicionalmente estaria o trem de aterragem. A necessidade do desenvolvimento de uma aeronave deste tipo adveio da necessidade de substituição do velho Kawanishi E7K2. Assim, foi lançado um concurso para as empresas aeronáuticas Aichi, Kawanishi e Nakajima para conceber uma aeronave capaz de entrar em serviço. No final, só a Aichi e a Kawanishi apresentaram um design, tendo o design da Aichi sido o eleito. Um protótipo foi então produzido e ordenado a entrar em produção depois de 1940.
Foi usado como "batedor" no ataque a pearl harbor, e foi encontrado em combate pelos norte-americanos durante a Batalha do Mar de Coral e na Batalha de Midway. Permaneceu em serviço até ao final do conflito mundial, realizando patrulhas costeiras, ataques a embarcações, transporte de militares, resgates no mar, e outras missões, juntamente com algumas missões kamikaze nas últimas semanas da guerra.
Várias versões foram construídas: o E13A, o modelo base para a produção da aeronave, o E13A1, que representou as primeiras unidades produzidas, o E13A1a, com equipamentos de comunicação mais sofisticados e com flutuadores de design diferente às versões anteriores, o E13A1a-S, uma versão para missões nocturnas, o E13A1b, baseado no E13A1a mas equipado com um radar ar-terra, o E13A1b-S, uma versão de conversão de voo nocturno, o E13A1c, a versão antinavio, equipada com um canhão de 20 milímetros instalado num ângulo para disparar para baixo, e o E13A1-K, uma versão com dois controlos, usado para treino e instrução.